# Sandrine Dusang
Sandrine Dusang est une footballeuse  internationale française né le 23 mars 1984 à Vichy. Elle évolue au poste de défenseur central à l'Olympique lyonnais et au FCF Juvisy, où elle termine sa carrière en 2017. Elle compte à son palmarès cinq championnats de France, deux challenges de France et une Ligue des champions. 
Elle possède 47 sélections en équipe de France et a marqué un but avec les « bleues ».

## Biographie
Elle commence le football au sein d'une équipe mixte à Creuzier-le-Vieux puis rejoint à 14 ans le FCF Nord Allier Yzeure. En 2000, elle est appelée pour la première fois en sélection des moins de 16 ans pour un match face à l'Allemagne (0-4).
Elle fait sa première apparition en équipe de France le 18 mars 2003 face à la Finlande dans le cadre de l'Algarve Cup (victoire 1-0). Elle rentre à la 88e minute en remplacement de Stéphanie Mugneret-Béghé. Elle rejoint ensuite l'olympique lyonnais en 2003 dont elle a été la capitaine. Elle participe au Championnat d’Europe 2005 qui se déroulait en Angleterre.
Lors de l'hiver 2008 elle se blesse sérieusement à l'entraînement, subissant une rupture du ligament croisé du genou gauche. Après être revenue à son meilleur niveau lors du début de saison 2009-2010, elle subit de nouveau une grave blessure lors d'un match face à FCF Hénin-Beaumont (3-1) le 15 novembre 2009, étant victime d'une rupture du tendon d'Achille droit. 
Elle est de nouveau victime d'une grave blessure, une rupture du ligament croisé antérieur d'un genou, le 27 mars 2011, lors de la 18e journée du championnat contre Montpellier HSC ce qui la prive de la coupe du monde 2011.
La forme retrouvée, elle rejoint le FCF Juvisy Essonne en juillet 2012.

## Palmarès
- Championne de France en 2007, 2008, 2009, 2010 et 2011 avec l'Olympique lyonnais
- Vainqueur du Challenge de France en 2004 et 2008 avec l'Olympique lyonnais
- Finaliste du Challenge de France en 2005, 2006 et 2007 avec l'Olympique lyonnais
- Finaliste de la Ligue des champions en 2010 avec l'Olympique lyonnais
- Vainqueur de la Ligue des champions en 2011 avec l'Olympique lyonnais
- 47 sélections en équipe de France, 1 but marqué.

## Statistiques
Le tableau ci-dessous résume les statistiques en match officiel de Sandrine Dusang durant sa carrière de joueur professionnel.
| Saison      | Club                | Pays   | Championnat | Championnat | Championnat | Coupes nationales | Coupes nationales | Coupe d'Europe | Coupe d'Europe | Coupe d'Europe | Sélection | Sélection |
| Saison      | Club                | Pays   | Division    | Matchs      | Buts        | Matchs            | Buts              | Type           | Matchs         | Buts           | Matchs    | Buts      |
| ----------- | ------------------- | ------ | ----------- | ----------- | ----------- | ----------------- | ----------------- | -------------- | -------------- | -------------- | --------- | --------- |
| 2002- 2003  | CNFE Clairefontaine | France | Division 1  | ?           | ?           | ?                 | ?                 | -              | -              | -              | 1         | 0         |
| 2003- 2004  | Olympique lyonnais  | France | Division 1  | 24          | 4           | ?                 | ?                 | -              | -              | -              | 8         | 0         |
| 2004- 2005  | Olympique lyonnais  | France | Division 1  | 16          | 4           | ?                 | ?                 | -              | -              | -              | 9         | 1         |
| 2005- 2006  | Olympique lyonnais  | France | Division 1  | 17          | 2           | ?                 | ?                 | -              | -              | -              | 8         | 0         |
| 2006- 2007  | Olympique lyonnais  | France | Division 1  | 20          | 5           | ?                 | ?                 | -              | -              | -              | 9         | 0         |
| 2007- 2008  | Olympique lyonnais  | France | Division 1  | 20          | 3           | 4                 | 0                 | C1             | 8              | 1              | 6         | 0         |
| 2008 - 2009 | Olympique lyonnais  | France | Division 1  | 9           | 1           | -                 | -                 | C1             | 5              | 0              | 1         | 0         |
| 2009 - 2010 | Olympique lyonnais  | France | Division 1  | 12          | 2           | -                 | -                 | C1             | 4              | 0              | 2         | 0         |
| 2010 - 2011 | Olympique lyonnais  | France | Division 1  | 10          | 0           | 1                 | 0                 | C1             | 2              | 0              | 3         | 0         |